# Lizbeth Salazar
Lizbeth Yareli Salazar Vázquez (Culiacán, Sinaloa, 8 de diciembre de 1996, ) es una ciclista de pista y ruta mexicana, actualmente participa en el Equipo Balvanera's cycling club Zacapu.
Ganó en los Juegos Centroamericanos y del Caribe de 2014 la carrera por puntos y ganó la plata en la persecución por equipos y scratch. Representó a México en el Campeonato Mundial de Ciclismo en Pista UCI 2015.
En 2020 ganó el pase a los Juegos Olímpicos de Tokio y fue considerada como la segunda mejor ciclista en el continente americano.

## Resultados importantes

### 2013
- 2º lugar en Campeonato Nacional (México), Ruta, Juniors

### 2014
- 2º lugar en Campeonato Panamericano de Ciclismo en Pista, Ruta, Juniors , México
- 3º lugar en Campeonato Nacional (México), Pista, Scratch, Elite
- 1º lugar en Copa Internacional de Pista, Persecución por Equipos + Jessica Quezada  + Jessica Bonilla
- 2º lugar U23 Mexico, Scratch, Ciudad de México
- 2º lugar en Juegos Centroamericanos y del Caribe, Pista, Scratch, Elite
- 2º lugar en Juegos Centroamericanos y del Caribe, Pista, Persecución por Equipos, Elite
- 1º lugar  en Juegos Centroamericanos y del Caribe, Pista, Carrera por puntos, Elite

### 2015
- 3º lugar  en Juegos Panamericanos, Pista, Persecución por Equipos
- 1º lugar  en Campeonato Nacional (México), Pista, Scratch, Elite
- 1º lugar  en Campeonato Nacional (México), Pista, Omnium, Elite

### 2016
- 2º lugar en Copa Guatemala de Ciclismo de Pista, (Scratch)
- 2º lugar en Campeonatos Panamericanos, Pista, Persecución por Equipos, Elite
- 1º lugar  en Campeonatos Panamericanos, Pista, Scratch, Elite

### 2017
- 1º lugar  en Campeonato Nacional, Pista, Omnium, Elite, México , México
- 1º lugar  en Campeonato Nacional, Pista, Madison, Elite, México , México  con Mariana Valadez
- 1º lugar  en Campeonato Nacional, Pista, Scratch, Elite, México , México
- 2º lugar en Campeonatos Panamericanos, Pista, Omnium
- 2º lugar en Campeonatos Panamericanos, Pista, Persecución por Equipos, Elite

### 2018
- 2º lugar en Campeonato Nacional (México), Pista, Omnium, Elite, México , México
- 1º lugar  en Campeonato Nacional (México), Pista, Persecución por Equipos, Elite, México , México  + Sofia Arreola  + Jessica Bonilla  + Ana Teresa Casas Bonilla
- 1º lugar  en Campeonato Nacional (México), Pista, Madison, Elite, México , México con Sofia Arreola  1º lugar  en Campeonato Nacional (México), Pista, Carrera por puntos, Elite, México , México
- 2º lugar en Juegos Centroamericanos y del Caribe, Pista, Scratch, Elite
- 3º lugar  en Juegos Centroamericanos y del Caribe, Pista, Persecución por Equipos, Elite
- 3º lugar  en Juegos Centroamericanos y del Caribe, Pista, Omnium, Elite
- 2º lugar en Juegos Centroamericanos y del Caribe, Pista, Madison
- 3º lugar  en Juegos Centroamericanos y del Caribe, Ruta, Elite
- 2º lugar en Campeonatos Panamericanos, Pista, Omnium
- 2º lugar en Campeonatos Panamericanos, Pista, Persecución por Equipos, Elite
- 1º lugar  en Campeonatos Panamericanos, Pista, Madison, Elite con Jessica Bonilla
- 2º lugar en parte 2 Copa del Mundo, Pista, Omnium, Elite , Milton (Ontario), Canadá

### 2019
- 1º lugar  en Campeonato Nacional (México), Pista, Omnium, Elite, México, Xalapa (Veracruz-Llave), México
- 1º lugar  en Campeonato Nacional (México), Pista, Madison, Elite, México , Xalapa (Veracruz-Llave), México  + Jessica Bonilla
- 3º lugar  en Juegos Panamericanos, Ruta , Lima (Lima), Perú
- 2º lugar en Campeonatos Panamericanos, Pista, Scratch, Elite , Cochabamba (Cochabamba), Bolivia
- 2º lugar en Campeonatos Panamericanos, Pista, Madison, Elite , Cochabamba (Cochabamba), Bolivia

### 2020
- 1º lugar  en 3ª etapa Setmana Ciclista Valenciana , Sagunto (Comunidad Valenciana), España
- 1º lugar  en Campeonato Nacional (México), Pista, Carrera eliminatoria, Elite, Aguascalientes, México
- 1º lugar  en Campeonato Nacional (México), Pista, Omnium, Elite, México , Aguascalientes, México
- 1º lugar  en Campeonato Nacional (México), Pista, Carrera por puntos, Elite, Aguascalientes, México
- 2º lugar en Campeonato Nacional (México), Pista, Scratch, Elite, Aguascalientes, México[6]

### 2021
- 3º lugar  en Campeonato Panamericano, Ruta, Contrarreloj, Elite, Santo Domingo, República Dominicana